# Mesembrius rex
Mesembrius rex är en tvåvingeart som beskrevs av Charles Howard Curran 1927. Mesembrius rex ingår i släktet Mesembrius och familjen blomflugor.
Artens utbredningsområde är Uganda. Inga underarter finns listade i Catalogue of Life.